# Заступ

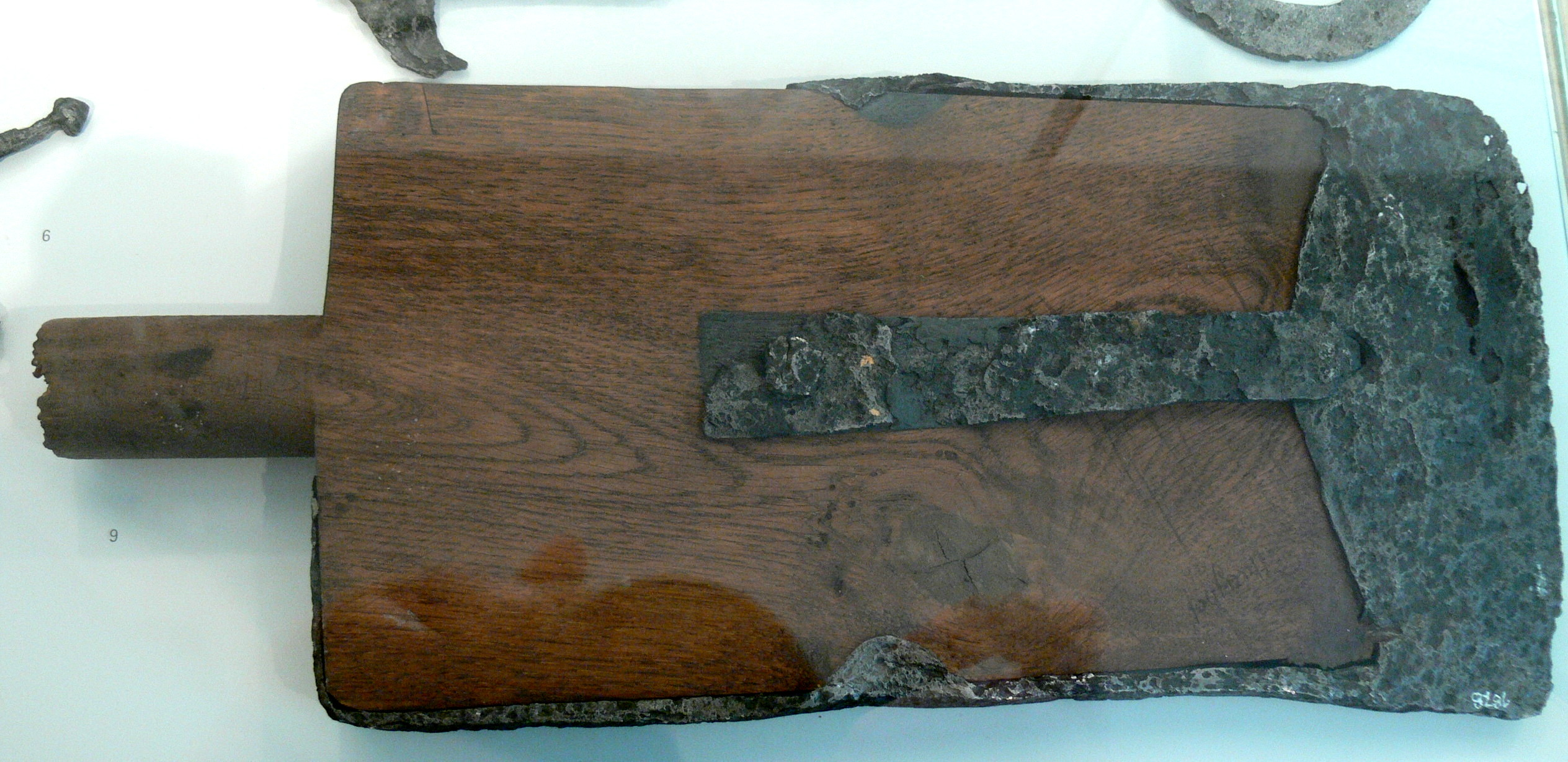
Римская лопата — аналог старинного русского заступа

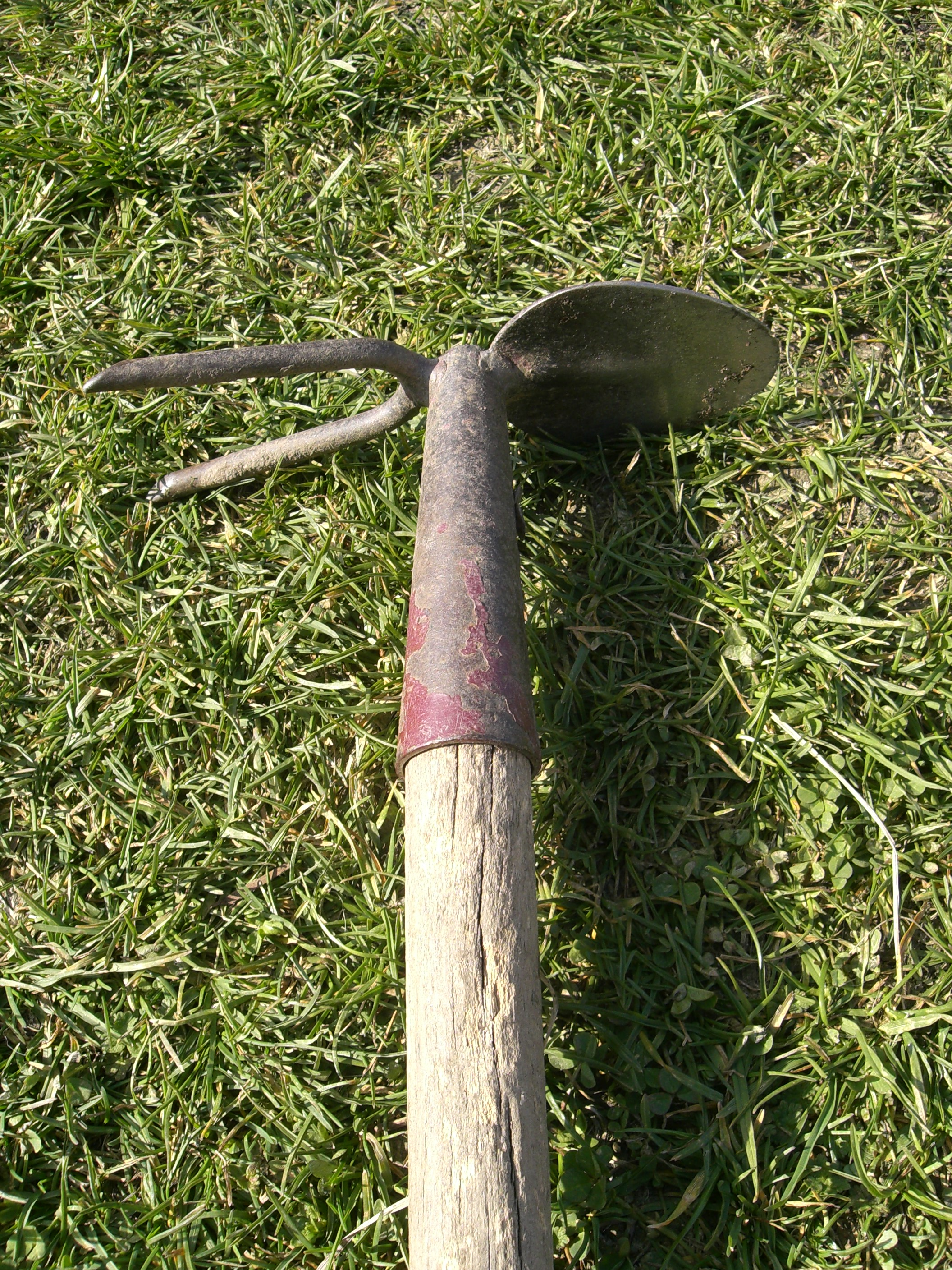
Мотыга заступом не является, поскольку у этого инструмента нет упора для ноги

За́ступ — устаревший синоним для копательной лопаты. В более узком смысле — лопата, имеющая «наступ» на плечиках «лотка» или специальную «подножку», расположенную выше, на которые надавливают ногой в процессе работы. Вид штыковых лопат, независимо от формы, размера или материала лотка и черенка.

## Значение слова
Заступ — устаревшее название лопаты обычной штыковой или имеющий наступ, на который нажимают ногой в процессе копания . 
«Бить заступом» — заниматься физическим трудом (новгородская поговорка)
Заступ — принятое в этнографических и других подобных текстах название для любых сельскохозяйственных или землеройных примитивных инструментов, обычно имеющих упор для ноги (необходима ссылка, поскольку в статье Этнография, на которую предоставлена ссылка, нет этого утверждения)
Заступ — используемое для простоты и ставшее традиционным в России название для древкового холодного оружия с лопатообразным навершием, используемого в китайских ушу. Иногда говорят «боевая лопата». По-китайски: фанбяньчань (фань пьень цхань) или просто чань (китайск. — лопата). Юэячань (полулунная лопата, кит. 月牙铲) — разновидность, имеющая с двух сторон наконечники: один в виде заточенного ущербного месяца, другой в виде заточенной лопаты. Общая длина составляет 1800 мм, вес — около 5 кг. Часто использовалось буддийскими монахами.

## История
Использование заступа в строительстве и военном деле известно издавна. Так, римский заступ, представленный в коллекции Британского музея, был найден на дне рва, опоясывавшего римский укрепленный лагерь в Британии. Изображены заступы и работа ими и на сценах на гобелене из Байе. В строительстве заступы из дерева с обитой железом кромкой перестали употреблять лишь в XX веке: в СССР их ещё использовали в 30-е годы для строительства Беломоро-Балтийского канала, в Англии их применяли ещё дольше для рытья глинистых почв, поскольку глина хуже прилипает к дереву, чем к железу.
Изобретение и повсеместное внедрение заступа в сельском хозяйстве называют напрямую революционным усовершенствованием, особенно заметным в хозяйстве северной Европы, где переход произошел напрямую от веслообразных деревянных лопат железного века. Обычно считается, что в сельском хозяйстве заступ и культивация земли заступом были оттеснены с приходом плуга, однако это не так. В Италии плуг применялся собственниками полей площадью несколько более 4-х акров, однако надел земли на человека после Пунических войн составлял 1.25 акра (два югера) и хотя и был увеличен впоследствии до семи югеров (4.375 акров), но эта была площадь всего надела, а не пригодного для вспашки поля. По этой причине участки, особенно не удобные для вспашки, продолжали возделываться заступом и мотыгой, при этом эффективность и интенсивность использования превосходила плуг.
В аналогичной ситуации оказались и средневековые крестьяне в северной Европе (упрощенно можно считать, что к югу от Альп пользовались преимущественно мотыгой). С ростом населения и уменьшением наделов, интенсификацией землепользования и возделыванием неудобий основная нагрузка по возделыванию сельскохозяйственных угодий легла на заступ. Давно была замечена корреляция между используемыми орудиями и их изображениями в популярном сюжете церковных росписей — Адам и Ева за работой (англ. Adam delved). Изображения плуга в этих сценах появляются лишь к XIV веку.